# Bergpapaja
De bergpapaja (Vasconcellea pubescens, synoniem: Carica pubescens) is een plant uit de familie Caricaceae. Het is een verwant van de papaja (Carica papaya).

## Botanische beschrijving
Bergpapaja is een 3-5 m hoge boom met een pruikachtige kroon. De plant is alleen aan de bovenkant vertakt. De plant bevat een wit melksap. Aan de stam zijn duidelijk de littekens van de afgevallen bladeren zichtbaar. De bladeren zijn langgesteeld, handvormig gedeeld, leerachtig en groot. De plant is tweehuizig. De mannelijke bloemen zitten in vertakte, tot 15 cm lange bloeiwijzen. Deze bloemen zijn buisvormig en geelwit. De vrouwelijke bloemen zijn groter en gelig.

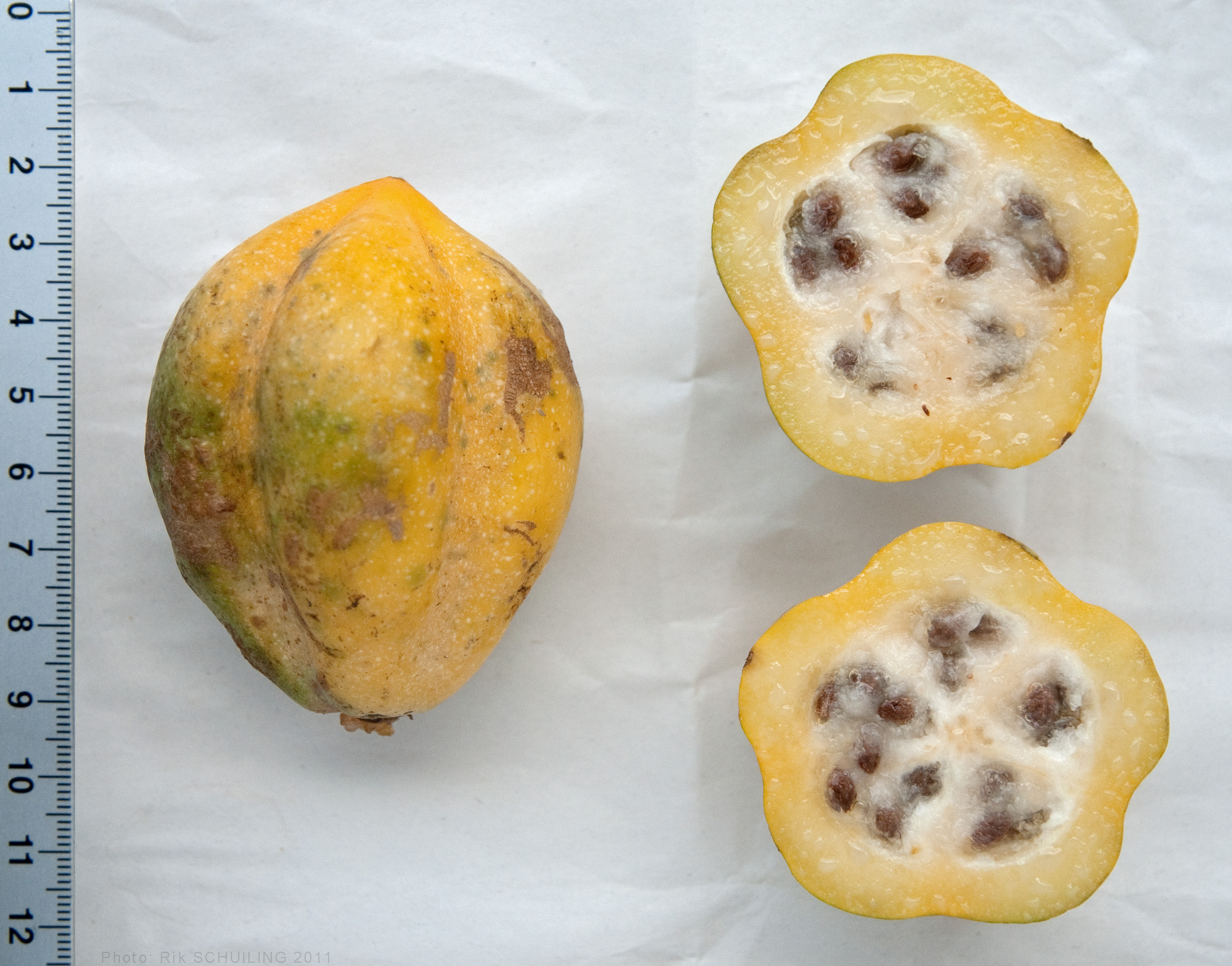
Rijpe bergpapaja, heel en in dwarsdoorsnede

De vruchten zijn breed-peervormig, stomp vijfkantig, 3-8 × 6-15 cm groot en rijp geelgroen of geel. Het vruchtvlees is glazig, groenig of gelig, zeer sappig, smaakt zuur en ruikt zeer fruitig. Het midden van de vrucht is gevuld met vele 7 × 5 mm grote, bruine zaden.
De bergpapaja verschilt van de papaja door een sterkere vertakking, minder diep ingesneden en sterk behaarde bladeren, en door kleinere en aromatischere vruchten. 

## Toepassingen
De vruchten hebben een duidelijk hoger gehalte aan het eiwitsplitsende enzym papaïne dan de gewone papaja. De vruchten worden over het algemeen gekookt of gestoofd als groente, maar worden ook vers gegeten. In Zuid-Amerika en op Java wordt de bergpapja tot conserven en marmelade verwerkt. In verschillende Andeslanden wordt uit het vruchtvlees een frisdrank bereid.

## Oorsprong en verspreiding
De plant vindt zijn oorsprong in de Andes op hoogtes tussen 1200 en 3000 m van Peru tot Panama. De plant is geschikt om verbouwd te worden in tropisch hoogland op plekken waar het voor de papaja te koud is. Ook is deze soort resistent tegen virusziekten die andere papajasoorten aantasten. De plant wordt verbouwd in Zuid-Amerika, Florida en op sommige plekken in het hoogland van Sri Lanka, Kenia en Zuidoost-Azië. Chili en Peru zijn de voornaamste productie-landen.